# Banner Records

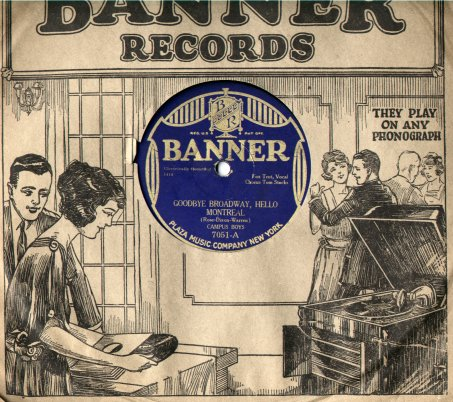
Een plaat van Banner Records in de originele papieren hoes

Banner Records was een Amerikaans platenlabel, dat onder meer populaire muziek en jazz-platen uitgaf.
Het label werd in januari 1922 opgericht door de Plaza Music Company uit New York. In deze stad was ook de opnamestudio gevestigd. De opname-directeur was Adrian Schubert, die ook de huisband van het label leidde.
Vanaf het begin kwam het label niet alleen met nieuwe opnames, maar bracht het ook opnames van de platenlabels Emerson Records en Paramount Records opnieuw uit, gebruikmakend van de originele masters die van deze maatschappijen waren geleased. 
Het werd een zeer populair label in de jaren twintig. De geluidskwaliteit van de platen was gemiddeld tot iets boven het gemiddelde, maar door het gebruik van goedkoop materiaal ontstond surface noise als een Banner-plaat vaak op de toenmalige fonografen werd afgespeeld.
In 1928 fuseerde het label met Pathé Records en Cameo Records en ontstond de American Record Corporation. Deze platenmaatschappij bleef tot 1938 platen op het label Banner uitbrengen. In 1939 kreeg het label een nieuw leven: er werden vanaf die tijd vooral klezmer-platen op uitgebracht. Het label was actief tot in het tijdperk van de vinyl-platen.
Artiesten die op het label uitkwamen, waren onder meer Vernon Dalhart, Frank Ferera, Arthur Fields, Harlan Lattimore, Billy Murray, Sam Ku West, Frank Luther, Roy Smeck, Carson Robison, Gene Autry, Red Foley, Elton Britt, Gil Rodin, Mississippi Jazz Band, Original Memphis Five, Frisco Syncopators, Lucille Hegamin, Missouri Jazz Hounds, New Orleans Jazz Band, Sadie Jones, Fletcher Henderson en Clarence Williams.